# Jan Josef z Thun-Hohensteinu
Jan Josef František Antonín hrabě z Thun-Hohensteinu (německy Johann Joseph Franz Anton Graf von Thun und Hohenstein; 2. července 1711, Praha – 21. května 1788 tamtéž) byl český šlechtic, c. k. tajný rada a komoří z českého šlechtického rodu Thun-Hohensteinů. Přes padesát let spravoval rozsáhlý majetek v severních a východních Čechách (Děčín, Klášterec nad Ohří, Benešov nad Ploučnicí, Choltice, Žehušice), vlastnil také dva paláce v Praze, proslul jako kulturní mecenáš. V roce 1785 rozdělil svůj majetek mezi syny, kteří založili čtyři nové rodové linie.

## Mládí

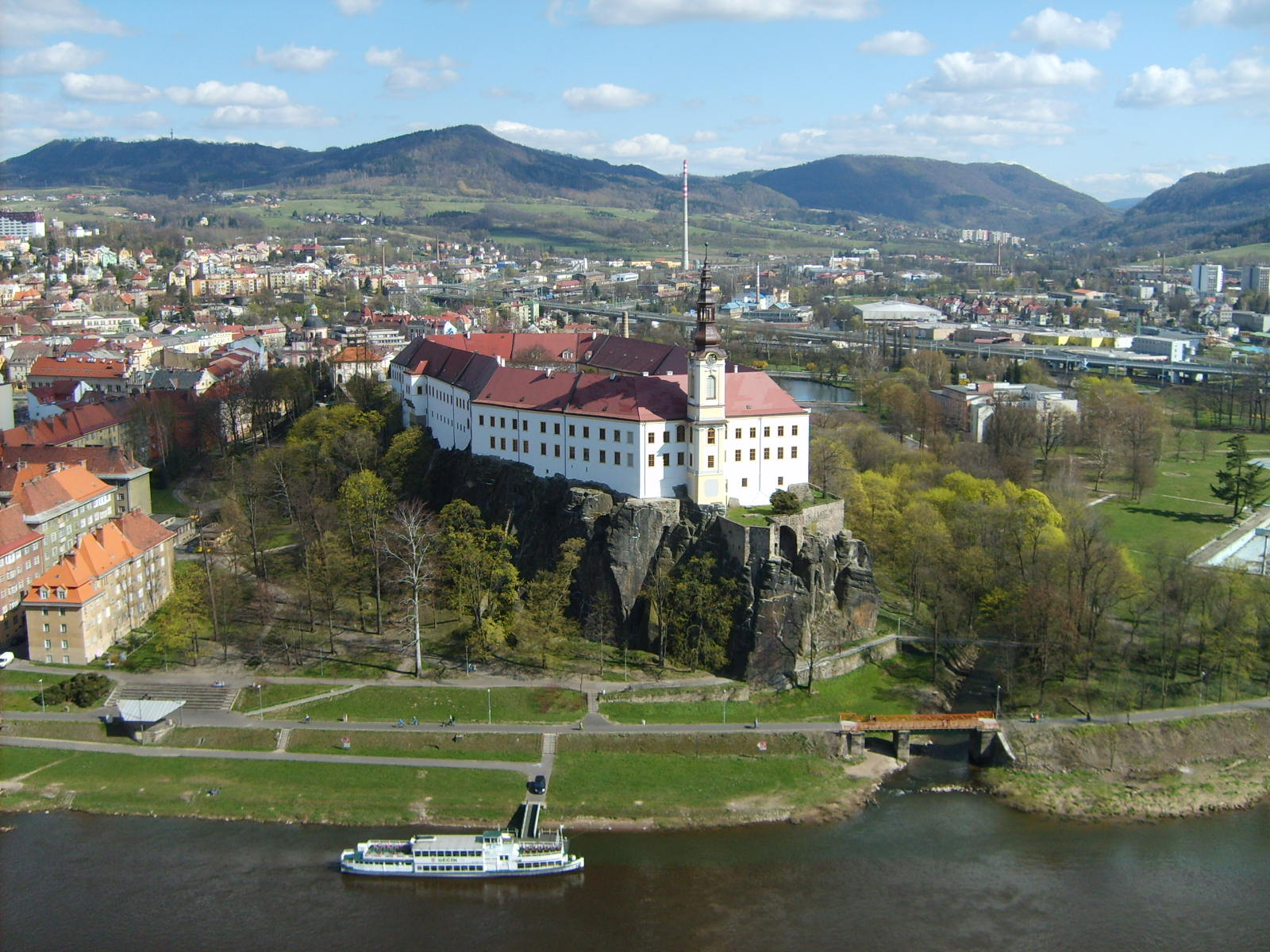
Zámek Děčín, hlavní rodové sídlo

Narodil se v Praze jako Jan Josef František Antonín Kajetán Maria hrabě z Thun-Hohensteinu, jako jediný syn hraběte Jana Františka z Thun-Hohensteinu (1686–1720), matka Marie Filipína (1693–1763) byla dcerou neapolského místokrále Aloise Tomáše z Harrachu. I když se v rodině Thunů během 17. století vyskytoval dostatek mužských potomků, v první čtvrtině řada z nich zemřela v mládí a bez potomstva. Po předčasné smrti svého otce se tak Jan Josef stal v roce 1720 jediným žijícím potomkem české linie Thunů a v devíti letech zdědil obrovský majetek v různých částech Čech a dva paláce v Praze.
Poručnickou správu po dobu jeho nezletilosti vedla matka Marie Filipína, rozená Harrachová, která si jako hospodářka nevedla nijak dobře, v roce 1731 ale přikoupila panství Choltice, které již předtím Thunům patřilo. Jan Josef v letech 1730–1731 podnikl kavalírskou cestu, která začala na jaře 1730 v Římě. Poté pobýval v různých německých městech a krátce studoval na univerzitě v Leidenu. V roce 1731 strávil čtyři měsíce ve Francii, kde se o něj staral císařský vyslanec Štěpán Vilém Kinský. Ten také Thunovi zprostředkoval audienci u Ludvíka XV. a účast na královském honu. Dalšími zastávkami kavalírské cesty Jana Josefa byly Štrasburk, Frankfurt nad Mohanem a Řezno, odkud se v prosinci 1731 vrátil do Prahy.

## Majetkové a rodinné poměry

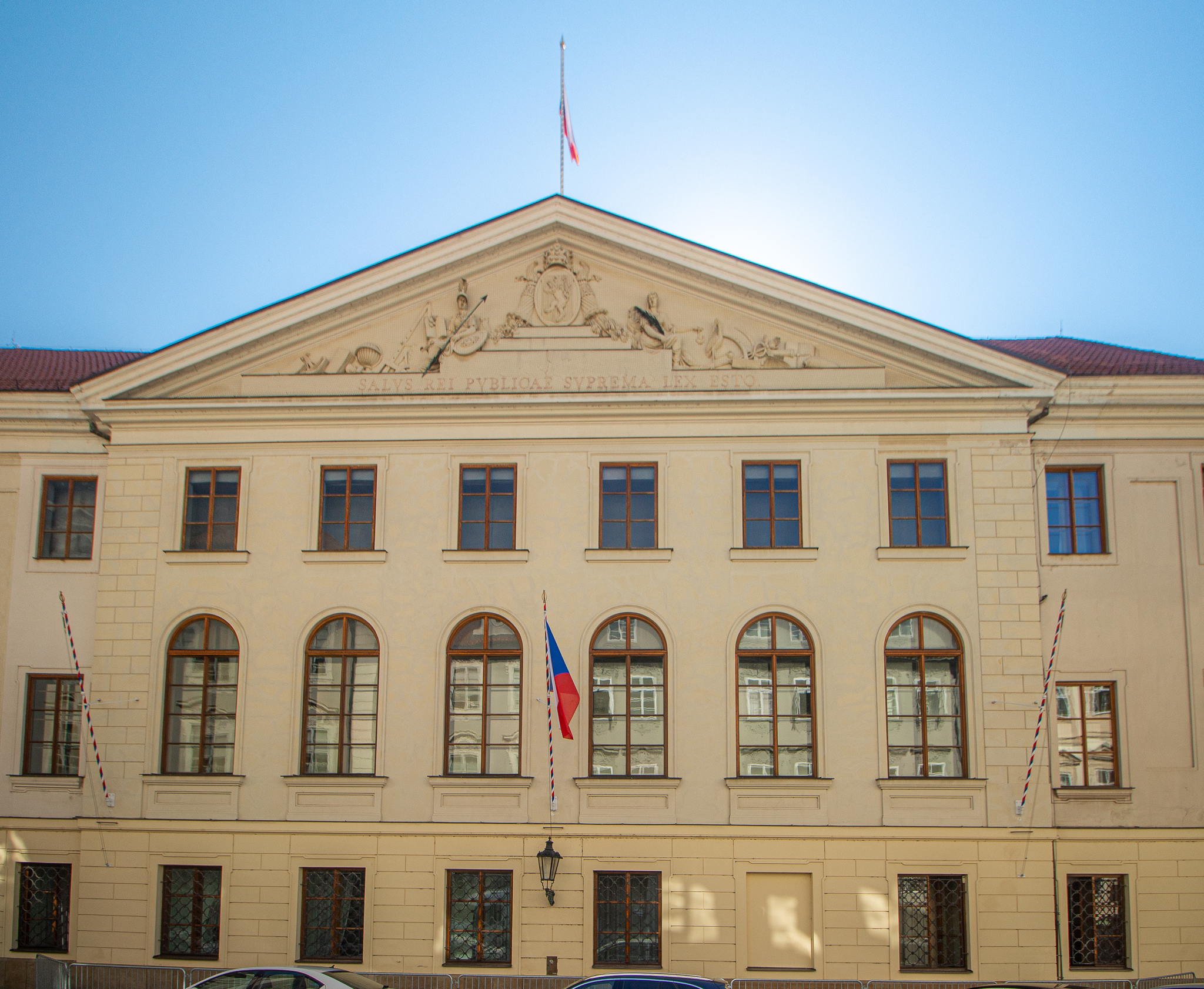
Thunovský palác ve Sněmovní ulici, sídlo rodiny v Praze

Patřil k osobním přátelům císaře Františka Štěpána Lotrinského, s nímž se seznámil během kavalírské cesty. Vzhledem k postavení rodiny a obrovskému majetkovému zázemí měl nejlepší předpoklady ke kariéře ve státních službách. Tyto ambice ale Jan Josef neměl a spokojil se s čestnými tituly císařského tajného rady a komořího, jinak se věnoval správě majetku a žil na svých sídlech v Čechách nebo v Praze. Průběžné stavební úpravy vyžadoval zámek v Děčíně, který jako strategický bod na hranicích trpěl během dynastických válek 18. století častými průchody císařských i nepřátelských vojsk. Na děčínském panství nechal v letech 1734–1735 postavit lovecký zámek Kristin Hrádek pojmenovaný po jeho první manželce. Oproti tomu na zámku v Klášterci nad Ohří probíhaly jen drobné udržovací práce.
V dalším centru thunovského majetku v Žehušicích byl na náklady Jana Josefa postaven kostel sv. Marka. Jan Josef proslul také jako mecenáš umění, v Děčíně položil základy zámecké knihovny. Podporoval také hudební skladatele a Wolfgang Amadeus Mozart mu věnoval svou symfonii č. 36 provedenou poprvé v roce 1783 v Linci. Známé jsou aktivity Jana Josefa Thuna v oblasti pražského divadla. Divadelním společnostem propůjčoval svůj palác ve Sněmovní ulici, v divadelních představeních také osobně účinkoval. Doložená je jeho účast na představení dvou francouzských her v roce 1754 za přítomnosti Marie Terezie a Františka Štěpána Lotrinského.

### Manželství a rodina
Jan Josef byl celkem čtyřikrát ženatý a se svými manželkami měl dohromady 24 dětí. Poprvé se oženil v roce 1733 s hraběnkou Marií Kristinou Hohenzollernsko-Hechingenskou (1715–1749), dcerou císařského polního maršála Heřmana Bedřicha z Hohenzollernu (1665–1733). Marie Kristina během patnácti let manželství porodila dvanáct dětí, z nichž pouze dvě zemřely v dětském věku. Z dcer se Marie Terezie (1746–1810) provdala za nejvyššího lovčího hraběte Jana Vojtěcha Černína z Chudenic.
- František Josef (14. září 1734 Děčín – 22. srpna 1801 Vídeň), zakladatel klášterecké větve rodu, manž. 1761 Marie Vilemína Korficová z Ulfeldtu (13. června 1744, Vídeň – 18. května 1800, tamtéž)
- Prokop Josef (14. listopadu 1735 – 30. ledna 1798)
- Václav Josef (6. února 1737, Praha – 15. prosince 1796, tamtéž), zemský velitel v Českém království 1792–1795, manž. 1768 Marie Anna Libštejnská z Kolovrat (22. ledna 1750, Praha – 24. srpna 1828)
- Marie Kristina (28. dubna 1738, Praha – 4. března 1788, Vídeň), dvorní dáma arcivévodkyně Marie Alžběty, manž. 1764 Karel Jan z Ditrichštejna (27. června 1728, Mikulov – 25. května 1808, Vídeň), 7. kníže z Ditrichštejna
- Zikmund Jakub (3. prosince 1739 – 15. března 1779)
- Norbert (5. prosince 1740 – 11. ledna 1741)
- Jan Nepomuk (29. července 1742, Praha – 19. listopadu 1811, tamtéž), manž. 1781 Marie Tereza von Attems (17. ledna 1759, Štýrský Hradec – 27. června 1840, Praha)
- Marie Valpurga (1. září 1743, Praha – 18. února 1795, Vídeň), manž. 1762 Leopold z Clary-Aldringenu (2. ledna 1736 Praha-Malá Strana – 23. listopadu 1800 Vídeň), ministr spravedlnosti Habsburské monarchie, prezident nejvyššího soudního úřadu 1780–1791
- Marie Tereza (7. září 1744 – 16. června 1769)
- Romedius (12. března 1747 – 11. září 1748)
- Leopold Leonhard (17. dubna 1748, Děčín – 22. října 1826, zámek Cibulka, Košíře, Praha), LXXIII. biskup pasovský

Podruhé se Jan Josef oženil v roce 1751 s uherskou šlechtičnou hraběnkou Marií Alžbětou Kolonicsovou z Kologradu (22. května 1732, Vídeň – 18. prosince 1754, Praha), která zemřela po třech letech manželství dva dny po porodu třetího dítěte.
- Ladislav Josef (23. června 1752 – 24. dubna 1788)
- Eleanora (říjen 1753)
- Antonín Josef (16. prosince 1754, Praha – 2. dubna 1840, Poběžovice), manž. 1789 Marie Terezie Vratislavová z Mitrovic (9. března 1766, Sedlec-Prčice – 21. ledna 1851, Praha)

Třetí manželkou Jana Josefa byla rakouská šlechtična Marie Anna hraběnka z Wildensteinu (16. září 1734, Štýrský Hradec – 18. května 1766, Praha). Ta během deseti let porodila devět potomků, pouze nejmladší dcera se dožila dospělosti.
- Karel (1. září 1757 – 11. června 1758)
- Arnošt (6. dubna 1758 – 11. února 1759)
- Arnoštka (3. prosince 1759 – 21. července 1767)
- Jindřiška (20. května 1761 – 24. února 1765)
- Evžen (2. září 1762 – 18. května 1763)
- Emanuel Kajetán (*/† 20. listopadu 1763)
- Willibald (*/† 25. ledna 1765)
- Tereza (*/† 25. ledna 1765)
- Anežka (17. května 1766 – 30. března 1786)

Počtvrté se Jan Josef oženil v roce 1767 s baronkou Alžbětou Hennigerovou ze Seebergu (2. prosince 1729 – 14. března 1800). Toto manželství už zůstalo bezdětné.
V roce 1785 rozdělil Jan Josef svůj majetek na čtyři podíly a jeho synové tak založili nové rodové linie označované podle sídel (klášterecká, děčínská, choltická, poběžovická). Druhorozený syn Prokop Josef (1735–1798) byl kvůli duševní chorobě vyloučen z nástupnictví císařským rozhodnutím v roce 1782 a žil v ústraní na zámku Jílové. Z dalších synů vynikl Leopold Leonard (1748–1826), který byl knížetem-biskupem v Pasově (1796–1803).
Přes své manželky měl Jan Josef příbuzenské vazby na řadu významných osobností habsburské monarchie, jeho švagry byli například kníže František Václav z Clary-Aldringenu (1704–1788), kníže František Oldřich Kinský (1726–1792) nebo hrabě Eugen Václav Bruntálský z Vrbna (1728–1789). Sestra Jana Josefa Marie Josefa Klára (1714–1740) byla první manželkou knížete Jindřicha Pavla II. z Mansfeldu (1712–1780).
Pokračovatelé rodu po rozdělení majetku v roce 1785:
- František Josef (1734–1800) – klášterecká větev (Klášterec nad Ohří, Žehušice, Benešov nad Ploučnicí, Pětipsy, Felixburg)
- Václav Josef (1737–1796) – děčínská větev (Děčín, Bynov, Jílové u Děčína)
- Jan Nepomuk (1742–1811) – choltická větev (Choltice)
- Antonín Josef (1754–1840) – benátecká větev (Benátky nad Jizerou, Poběžovice)